# Nomia cuneata
Nomia cuneata är en biart som beskrevs av Henri Saussure 1890. Nomia cuneata ingår i släktet Nomia och familjen vägbin. Inga underarter finns listade i Catalogue of Life.